# 斯通維爾 (密西西比州)
斯通維爾（英語：Stoneville）是位於美國密西西比州華盛頓縣的普查規定居民點。

## 歷史
斯通維爾的郵局於1876年設立，1916年停運後1922年重設，營運至今。

## 人口
根據2020年美國人口普查的數據，斯通維爾的面積為4.95平方千米，皆為陸地。當地共有人口39人，而人口密度為每平方千米7.88人。